# Matsucoccus bisetosus
Matsucoccus bisetosus är en insektsart som beskrevs av Morrison 1939. Matsucoccus bisetosus ingår i släktet Matsucoccus och familjen pärlsköldlöss. Inga underarter finns listade i Catalogue of Life.